# Hahnenmoorkanal
Hahnenmoorkanal ist ein 16,15 km langer Wasserkanal als östliche Fortsetzung der Kleinen Hase in den niedersächsischen Landkreisen Osnabrück, Cloppenburg und Emsland.

## Geographie

### Verlauf
Der Hahnenmoorkanal schließt sich östlich an die Kleine Hase an. Er verläuft in der Norddeutschen Tiefebene von Menslage über eine weite Strecke kurvenfrei in Richtung Westen und vereinigt sich auf dem Gebiet der Gemeinde Herzlake mit der Großen Hase. Im Landkreis Osnabrück beginnend, verläuft der Kanal in seinem Mittelteil auf der Grenze zur im Landkreis Cloppenburg liegenden Stadt Löningen und fließt westlich des Dreikreisecks Osnabrück-Cloppenburg-Emsland in den Landkreis Emsland und ins Emsland ein.

### Zu- und Abflüsse
Dem Hahnenmoorkanal fließen mehrere Gewässer zu. Von der Kleinen Hase und dem Hahnenmoorkanal gibt es jedoch auch Abflüsse zur Großen Hase. Dies sind im Bereich des Hahnenmoorkanals (kanalabwärts aufgelistet):
- Steinmerschgraben (1,7 km lang, Abfluss nach rechts zum Bühnenbach)
- Hahler Beeke (auch Hahler Bach genannt, 2,4 km lang, linker Zufluss)
- Renslager Kanal (6,4 km lang, linker Zufluss)
- Ehrener Graben (2,4 km lang, rechter Zufluss)
- Schenegraben Vorbach (4,6 km lang, linker Zufluss)[2]

## Geschichte und Zweckbestimmung
Der Hahnenmoorkanal wurde 1780–1783 unter der Leitung des Land-Conducteurs Georg Heinrich Hollenberg angelegt. Hoffnungen, ihn für Zwecke der Schifffahrt nutzen zu können, zerschlugen sich früh. Bis heute wird der Hahnenmoorkanal als Vorflut vor allem dazu genutzt, den Abfluss des Wassers aus dem Osnabrücker Land zu beschleunigen und die Moore südlich von ihm, vor allem das Hahlener Moor und das namensgebende Hahnenmoor, zu entwässern.

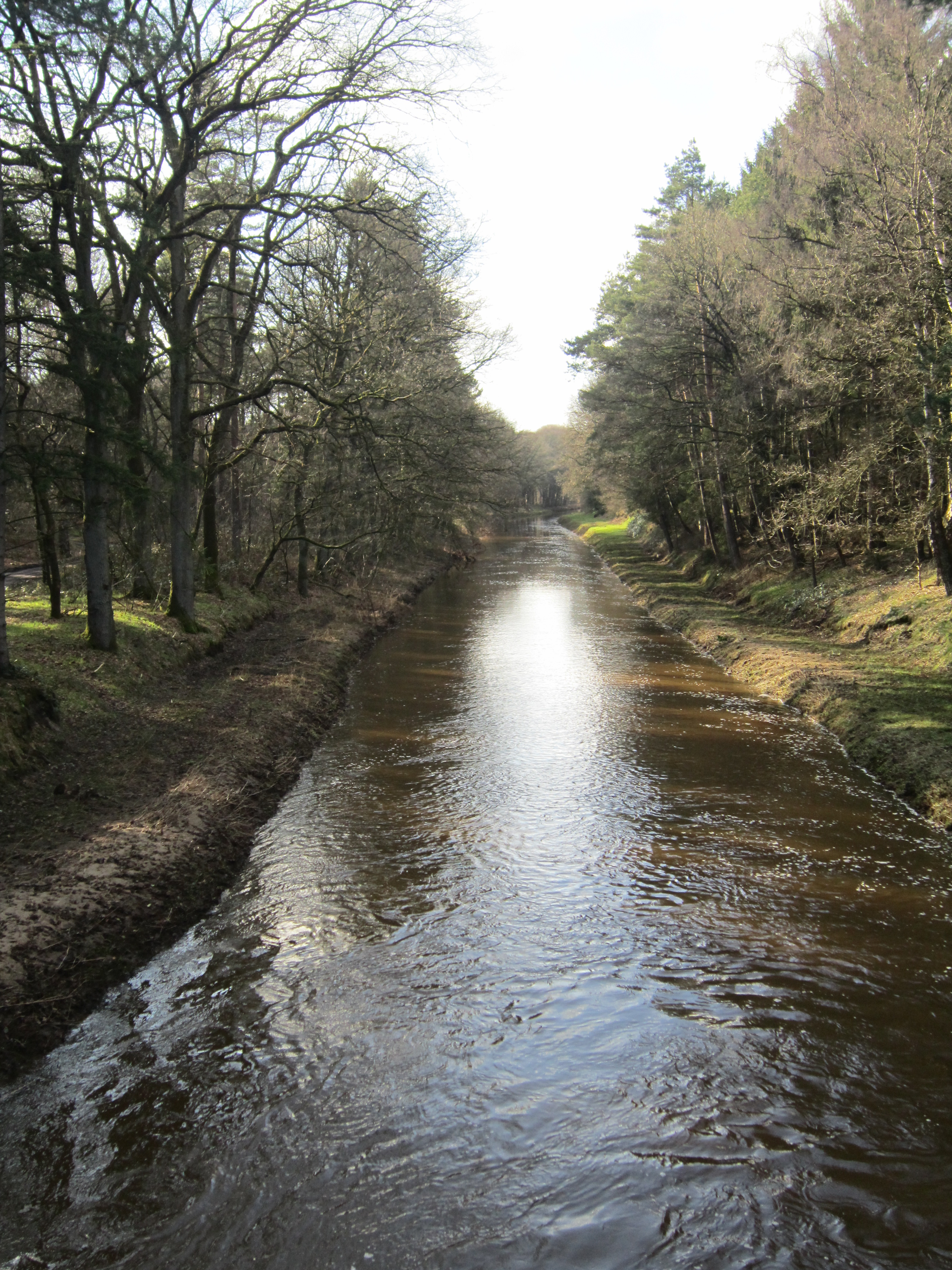
Hahnenmoorkanal westlich der Landstraße Herzlake–Berge

Vor der Anlage des Kanals bog die Kleine Hase östlich von Menslage in Richtung Norden ab. Der heutige Bühnenbach folgt in etwa ihrem früheren Verlauf. Dadurch endete das Hase-Binnendelta bereits oberhalb von Löningen, so dass sich die Wassermassen aus dem Osnabrücker Land, dem südlichen Landkreis Cloppenburg und dem mittleren Landkreis Vechta durch den Engpass zwischen der Cloppenburger Geest im Norden und ausgedehnten Mooren im Süden zwängen mussten, was zu häufigen und lang andauernden Überschwemmungen führte. Durch die Entlastung der Großen Hase und deren Kanalisierung kann Hochwasser heute schneller abfließen als vor 1780, zumal sich durch den Bau des Hahnenmoorkanals mitten durch Moorgebiete die Strecke, die das Hasewasser zwischen dem ehemaligen Haseüberfall bei Quakenbrück und Aselage zurücklegen muss, auf 24,3 km verkürzte.
Im Jahr 1903 ließ sich das Großherzogtum Oldenburg vom Königreich Preußen in einem Staatsvertrag bestätigen, dass die durch die Stadt Quakenbrück führenden Hasearme zehn Kubikmeter Wasser pro Sekunde abnehmen können müssen. Das Großherzogtum Oldenburg hatte nämlich ein Interesse daran, dass Wasser aus dem Osnabrücker Land nicht nur über die Große Hase und damit am Siedlungskern von Quakenbrück vorbei, sondern auch in nennenswertem Umfang über den Hahnenmoorkanal abgeleitet wurde. In aktuellen Szenarien werden fünf Kubikmeter pro Sekunde als Beitrag des Wasserzugs Kleine Hase / Hahnenmoorkanal zur Entwässerung des Quakenbrücker Beckens bei Hochwasserlagen angenommen. Nach diesen Planungen fließt bei Hochwasser mehr als 90 Prozent des Hasewassers über die Überfallhase, den Essener Kanal und die Große Hase und nicht über den Hahnenmoorkanal ab.

## Ökologische Aspekte
Der Hahnenmoorkanal wird vom NLWKN als „sand- und lehmgeprägter Tieflandfluss“ eingestuft. Sein chemischer Zustand wird von diesem als „gut“, sein ökologischer hingegen als „schlecht“ bewertet. Bemängelt werden Defizite hinsichtlich des Gewässerverlaufs und der Bettgestaltung, das Fehlen von Ufergehölzen, die Beeinträchtigung durch Sand- und Feinstoffeinträge und Verockerung, starke Abflussveränderungen (das heißt die Erhöhung der Fließgeschwindigkeit zwischen dem ehemaligen Haseüberfall und der Mündung des Kanals bei Aselage) sowie die Beeinträchtigung der Auenlandschaft.
Um die Durchlässigkeit für haseaufwärts schwimmende Fische zu erhöhen, waren bereits in den 80er Jahren an der Landesstraße L 102 und im Mündungsbereich des Kanals in die Große Hase die vormals bestehenden Sohlabstürze in Sohlgleiten umgewandelt worden. Um das Substrat der Gleiten an Ort und Stelle zu halten, wurden 2019 Pfahlreihen in das Gewässer eingebracht.